# لاسلو سابو (مجدف)
لاسلو سابو (بالمجرية: Szabó László)‏ هو مجدف مجري، ولد في 2 يناير 1908 في Süttő ‏ في المجر، وتوفي في 6 ديسمبر 1992 في ملبورن في أستراليا.

## وصلات خارجية
- لازلو زابو على موقع الاتحاد الدولي للتجديف (الإنجليزية)
- لازلو زابو على موقع اللجنة الأولمبية الدولية (الإنجليزية)
- لازلو زابو على موقع أوليمبيديا (الإنجليزية)